# Improwizacja (taniec)
Improwizacja – działanie w tańcu, które nie opiera się na ustalonym uprzednio planie. Istotą improwizacji jest całkowite skupienie się na bieżącej chwili i na wykonywanej w tej chwili czynności. Improwizujący tancerz nie wie, co wydarzy się za chwilę. Można więc mówić o ruchu dowolnym lub częściowo ograniczonym przez określenie możliwości wyboru. Improwizację wykorzystuje się niemal we wszystkich rodzajach tańca, od ludowego, etnicznego, przez hip hop, do tańca modern i post-modern. Dla duchowego wymiaru tańca improwizacja jest ważna jako akt całkowitego poddania się muzyce lub wewnętrznym impulsom odczuwanym dzięki muzyce. Dla tancerza improwizacja może być też dziedziną poszukiwań twórczych.